# Maďarská mytologie

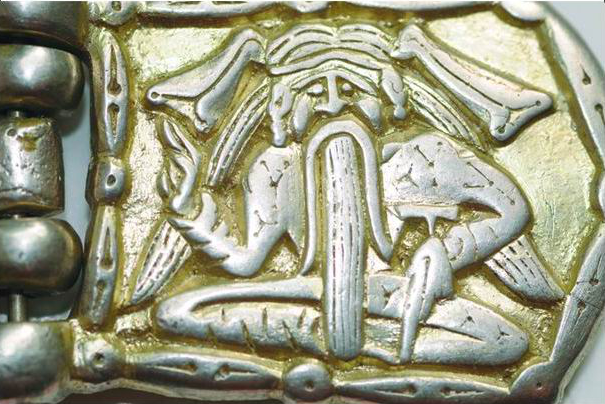
Staromaďarský šaman na plíšku z 9. století

Maďarská mytologie je soubor představ a příběhů předkřesťanských starých Maďarů o stvoření a přirozenosti světa, bozích, démonech a hrdinech. Prameny o ní jsou velmi chudé, zahrnují několik zpráv křesťanských misionářů, kroniku Gesta Hungarorum z přelomu 12. a 13. století a kusé archeologické prameny. Některé prvky maďarské mytologie se zachovaly také v pohádkách a pověstech.

## Kosmologie
Maďarskou kosmologii je tvořena Vesmírným stromem protínající Zemi a Nebesa. Nebesa mají podobu velkého stanu otáčejícího se kolem Stromu s otvory, kterými prosvítá nebeský oheň – Slunce, Měsíc a hvězdy. V koruně Stromu mají svá sídla bohové, nížeji démoni a hrdinové, a nejníže, na zemi, lidé a zvířena. Pod kořeny Stromu žije drak Sárkány. Vyskytuje se i odlišný výklad o Vesmírném jelenovi, jenž na čele nosí Slunce, na ramenech Měsíc a na zádech hvězdy. Pro bojovníky při bitvě byl znamením vítězství, pro prostý lid naopak poslem smrti.

## Bohové a postavy mytologie
Maďarská mytologie zná řadu bohů, démonů a hrdinů. Mezi nejznámější patří:
- Isten – bůh nebes, světla a války, stvořitel, bojovník proti zlým démonům zjevující se v podobě orla
- Boldogasszony – partnerka Istena a mateřská bohyně, její jméno znamená doslova „blahoslavená panna“, jež nejspíše vzniklo až pod vlivem křesťanství.
- Hador – bůh světla a bojovník proti temnotě
- Nemere – bůh bouře
- Baba – bohyně porodu
- Ország Kovács – bůh kovář
- Turul – raroh veliký, vystupuje v příběhu o příchodu Maďarů do Panonie
- Hunor a Magor – mytičtí předci Hunů a Maďarů
- Almoš – pololegendární maďarský vůdce, předchůdce Arpáda

## Organizace kultu
Kromě kněží znalo maďarské náboženství také táltose – šamany, o kterých se věřilo, že mohou v extázi cestovat po Vesmírném stromě, a regösi, kteří kráčeli o zimním slunovratu „ze říše mrvých do říše živých“ od domu k domu zpívajíc písně, které měly přinášet štěstí a zdraví. V křesťanské době se proměnili v koledníky.